# Eleccions parlamentàries poloneses de 1997
Les Eleccions parlamentàries poloneses de 1997 es van celebrar a Polònia el 21 de setembre de 1997 per a renovar l'Assemblea Nacional de Polònia, formada pel Seim de 460 diputats i el Senat de 100 membres. El partit més votat fou Aliança Democràtica de la Dreta i Jerzy Buzek fou nomenat primer ministre de Polònia.
Resum dels resultats electorals de 21 de setembre de 1997 a l'Assemblea Nacional de Polònia
| Partits | Partits                                                                                | Vots      | %     | Escons al Sejm | +/-  | Escons al Senat |
| ------- | -------------------------------------------------------------------------------------- | --------- | ----- | -------------- | ---- | --------------- |
|         | Acció Electoral Solidaritat (Akcja Wyborcza Solidarność, AWS)                          | 4.427.773 | 33,83 | 201            | -    | 51              |
|         | Aliança de l'Esquerra Democràtica (Sojusz Lewicy Demokratycznej, SLD)                  | 3.551.224 | 27,13 | 164            | -7   | 28              |
|         | Unió de la Llibertat (Unia Wolności, UW)                                               | 1.749.518 | 13,37 | 60             | -    | 8               |
|         | Partit Popular Polonès (Polskie Stronnictwo Ludowe, PSL)                               | 956.184   | 7,31  | 27             | -105 | 5               |
|         | Moviment per la Reconstrucció de Polònia (Ruch Odbudowy Polski)                        | 727.092   | 5,56  | 6              | -    | 5               |
|         | Unió del Treball (Unia Praci, UP)                                                      | 620.611   | 4,74  | -              | -41  | -               |
|         | Partit Nacional de Retirats i Pensionistes (Krajowa Partia Emerytów i Rencistów, KRER) | 284.826   | 2,18  | -              | -    |                 |
|         | Unió de la Dreta Republicana (Unia Prawicy Rzeczypospolitej)                           | 266.317   | 2,03  | -              |      | -               |
|         | Acord Nacional de Pensionistes de la República de Polònia (Alternatywa Ruch Społeczny) | 212.826   | 1,63  | -              |      | -               |
|         | Bloc dels Polonesos (Blok dla Polski)                                                  | 212.826   | 1,63  | -              |      | -               |
|         | Comitè Electoral de la Minoria Alemanya (Komitet Wyborczy Mniejszość Niemiecka)        | 51.027    | 0,39  | 2              |      |                 |
|         | Independents                                                                           |           |       |                |      | 5               |
|         | Total (participació 46,92%)                                                            |           |       | 460            |      | 100             |